# Mitta
Mitta fou un general singalès que per uns dies o setmanes fou rei de Dambadeniya l'octubre de 1270.
Va assassinar al rei Vijayabahu IV i es va proclamar rei. Però el germà del rei, Bhuvaneka Bahu, va poder fugir de Dambadeniya cap a Yapahuwa i al cap de poc un cop d'estat el va portar al poder com a rei Bhuvaneka Bahu I.